# Триселенид дитория
Триселенид дитория — бинарное неорганическое соединение
тория и селена
с формулой Th2Se3,
тёмно-серые кристаллы.

## Получение
- Реакция чистых веществ в инертной атмосфере:

{\displaystyle {\mathsf {2Th+3Se\ {\xrightarrow {1490^{o}C}}\ Th_{2}Se_{3}}}}

## Физические свойства
Триселенид дитория образует тёмно-серые кристаллы
ромбической сингонии, пространственная группа P nma, параметры ячейки a = 1,1354 нм, b = 1,1575 нм, c = 0,427 нм, Z = 4,
структура типа трисульфид дисурьмы Sb2S3
.
Соединение образуется по перитектической реакции при температуре 1490°C.

## Химические свойства
- Окисляется при нагревании на воздухе [3]:

{\displaystyle {\mathsf {Th_{2}Se_{3}+5O_{2}\ {\xrightarrow {T}}\ 2ThO_{2}+3SeO_{2}}}}